# 試練
| ウィキペディアには「試練」という見出しの百科事典記事はありません（タイトルに「試練」を含むページの一覧/「試練」で始まるページの一覧）。 代わりにウィクショナリーのページ「試練」が役に立つかもしれません。 |